# Винсон, Шарни
Шарни Винсон (англ. Sharni Vinson; род. 22 июля 1983, Сидней) — австралийская модель, актриса и танцовщица. Наиболее известна ролями в сериале «Home and Away» и в фильме «Шаг вперёд 3D».

## Биография
Мать Шарни была актрисой театра, а бабушка — балериной. Шарни начала танцевать, когда ей было 3 года. В 2006 году Шарни была номинирована в премии TV Week Logie Awards за «Лучший новый талант» за её роль в сериале «Дома и в пути». В 2008 она заявила, что покинет сериал, так как собирается продолжать свою карьеру в Америке. По состоянию на январь 2019 года Винсон имеет двойное гражданство Австралии и США.
Кроме пения, танцев и театра Винсон также занимается конным спортом, путешествует, катается на водных лыжах и занимается плаванием.

## Личная жизнь
С 2011 года встречалась с Келланом Латсом, звездой серии фильмов «Сумерки». В мае 2013 года пара рассталась.

## Фильмография
| Год       |    | Русское название                    | Оригинальное название                      | Роль         |
| --------- | -- | ----------------------------------- | ------------------------------------------ | ------------ |
| 2001—2008 | с  | Домой и в путь                      | Home and Away                              | Кэсси Тёрнер |
| 2008      | тф | Золотой час Остина                  | Austin Golden Hour                         | Лили         |
| 2008      | с  | C.S.I.: Место преступления Нью-Йорк | CSI: NY                                    | Лори Мэндел  |
| 2008      | с  | Моя команда                         | My Boys                                    | Кейтлин      |
| 2009      | с  | Морская полиция: Спецотдел          | NCIS: Naval Criminal Investigative Service | Джанет       |
| 2010      | с  | Детектив Раш                        | Cold Case                                  | Миа Романова |
| 2010      | ф  | Шаг вперёд 3D                       | Step Up 3D                                 | Натали       |
| 2011      | в  | Голубая волна 2                     | Blue Crush 2                               | Тара         |
| 2011      | ф  | Тебе конец!                         | You're Next                                | Эрин         |
| 2012      | ф  | Цунами 3D                           | Bait                                       | Тина         |
| 2013      | ф  | Патрик                              | Patrick                                    | Кэти Жакар   |
| 2015      | ф  | Меч дракона                         | 天将雄狮                                   | леди Красс   |
| 2016      | ф  | Из дома на Уиллоу-Стрит             | From a House on Willow Street              | Хэйзел       |
| 2017      | ф  | Боги и тайны                        | Adi Shankar's Gods and Secrets             |              |